# Rio Havel
O Havel é um rio que corre nos estados federais alemães de Brandemburgo, Berlim e Saxônia-Anhalt. É afluente do rio Elba e tem 341 km de extensão. Estendido por um canal, ele conecta o rio Oder com os rios de Berlim e o rio Elba.
O Havel possui vários deltas interiores em seu curso. Assim, ao se ramificar em vários ramos e afluentes, forma deltas interiores na área urbana de Brandenburg an der Havel, Rathenow e entre Havel e Gülper Havel.